# Hochspeyer

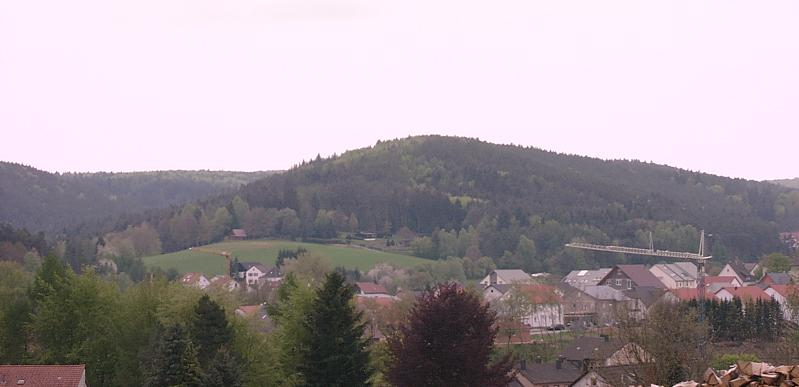
Teilansicht Hochspeyers von Norden mit Humberg

Hochspeyer ist eine Ortsgemeinde im Landkreis Kaiserslautern in Rheinland-Pfalz. Sie gehört seit dem 1. Juli 2014 der Verbandsgemeinde Enkenbach-Alsenborn an. Hochspeyer ist in der Landesplanung als Grundzentrum ausgewiesen.

## Geographie

### Lage
Hochspeyer liegt auf einer Höhe von etwa 270 m ü. NHN am nördlichen Rand des Pfälzerwalds im Biosphärenreservat Pfälzerwald-Vosges du Nord. Nachbargemeinden sind – im Uhrzeigersinn – Fischbach, Frankenstein, Waldleiningen und Kaiserslautern.

### Erhebungen und Gewässer
Der Ort ist nach allen Seiten umgeben von bewaldeten Höhen wie dem Heiligenberg im Westen und dem Humberg im Süden, wo sich die Frankenweide anschließt. Im Osten an der Grenze zu Frankenstein erhebt sich der rund 422 Meter messende Hohe Kopf. Mitten im Hochspeyerer Siedlungsgebiet entspringt der Hochspeyerbach, der in West-Ost-Richtung fließt. Der Fischbach verläuft lediglich ein kurzes Stück vor seiner Mündung in den Hochspeyerbach auf dem Gebiet der Gemeinde. Im Südosten bildet der Leinbach die Grenze zu Waldleiningen.

### Gemarkungsgrenze
Die Gemarkungsgrenze der Ortsgemeinde Hochspeyer verläuft auf der Nordseite zwischen Fischbach und Hochspeyer etwa entlang der Trasse der Umgehungsstraße B37, westwärts bis zum Hochspeyerer Stich an der Grenze zu Kaiserslautern. Von dort aus bildet sie nach Süden über den Heiligenberg-Tunnel und den Heiligenberg und entlang der B48 bis zum historischen Stall (Abzweig der L504 nach Kaiserslautern) verlaufend die Westgrenze der Gemarkung. Vom Stall aus verläuft die (Süd-)Grenze entlang der L504 nach Waldleiningen, weiter entlang des Ortsrands, und folgt dann dem Leinbachtal zwei Drittel des Weges nach Frankenstein bis etwa auf Höhe des Mönchhoferfelsens. Von dort aus verläuft die (Ost-)Grenze über den Hohen Kopf nach Norden zum Hochspeyerbach im Neustadter Tal, dann entlang des Bachs, vorbei am ehemaligen Franzosenwoog bis kurz vor Hochspeyer, wo sie erneut auf die B37 trifft.

## Geschichte

### Entwicklung bis zum 18. Jahrhundert
Der Name Hochspeyer leitet sich vom Namen des Hochspeyerbachs ab. Der mittelalterliche Name Hospira des Hochspeyerbachs ist bereits im 10. Jahrhundert nachgewiesen und leitete sich wiederum vom Speyerbach (Spira) ab.
Der älteste Teil des heutigen Dorfes Hochspeyer ist der Münchhof aus dem 8. oder 9. Jahrhundert, der bis etwa 1800 unabhängig war. Hochspeyer selbst wurde möglicherweise erst nach der Jahrtausendwende gegründet. Manche Quellen sprechen die Gründung den Leiningern zu, andere den Grafen von Saarbrücken.
Die älteste erhaltene Erwähnung des Ortes findet sich in einer Urkunde von 1195 des Klosters Otterberg. In dieser Urkunde bestätigte Kaiser Heinrich Vl. den Mönchen ihren Besitzanspruch am Münchhof (damals: Hof Sendelborn).
Hochspeyer war ab 1317 für die Dauer von 480 Jahren als Kondominium. Um 1500 zählte Hochspeyer 18 Haushaltungen. Im Dreißigjährigen Krieg (1618–1648) wurde der Ort vernichtet und blieb 15 Jahre lang menschenleer. Ursache für die komplizierten Herrschaftsverhältnisse war das frühe Aussterben der männlichen Linie der Leininger im Jahre 1217 und die anschließenden Teilungen des Erbes des Leiniger Hauses in den Jahren 1237 und 1317. In den nachfolgenden Jahrhunderten wurden immer wieder Gebiete getauscht zwischen verschiedenen Besitzern von Teilen Hochspeyers. Hochspeyer ist dabei allerdings als Dorf nie wirklich geteilt gewesen, sondern von den jeweiligen Herren gemeinsam verwaltet worden, denn die Abgaben wurden aufgeteilt. Das überregional dominierende Herrschaftshaus der Kurpfalz spielte als Besitzer von Hochspeyer nur zeitweise eine Rolle, da die Kurpfalz von 1706 bis 1797 lediglich 91 Jahre lang mit einem Sechstel an Hochspeyer beteiligt war.

### Ab dem 19. Jahrhundert
Erst mit der Annektierung der Pfalz durch französische Revolutionstruppen im Jahr 1797 endete das Kondominium, und Hochspeyer gehörte zum ersten Mal in seiner Geschichte zum Gebiet eines Nationalstaats. Die Region wurde 1798 dem Département Donnersberg zugeschlagen, der Münchhof wird mit Hochspeyer vereinigt. Bis 1814, als die Pfalz Teil der Französischen Republik (bis 1804) und anschließend Teil des Napoleonischen Kaiserreichs war, war Hochspeier – so die damalige Schreibweise – in den Kanton Kaiserslautern eingegliedert und bildete mit dem benachbarten Fischbach eine Gemeinde. Zudem war der Ort Sitz einer Mairie, die zusätzlich Waldleiningen sowie die Gemeinde Frankenstein und Diemerstein umfasste. 1815 wurde der Ort Österreich zugeschlagen. Bereits ein Jahr später wechselte der Ort wie die gesamte Pfalz in das Königreich Bayern. Von 1818 bis 1862 gehörte die Gemeinde „Hochspeyer und Fischbach“ dem Landkommissariat Kaiserslautern an; aus diesem ging das Bezirksamt Kaiserslautern hervor.
Die Industrialisierung führte unter anderem zur Ansiedlung einer chemischen Fabrik (1880–1924) zur Rohstoffgewinnung aus der Verkohlung von Buchenholz.
Während des Ersten Weltkriegs, der von 1914 bis 1918 dauerte, diente die Bahnlinie den Truppentransporten. In Hochspeyer wird in der alten Schule zeitweise ein Lazarett eingerichtet. Die Nahrungsmittelknappheit der Jahre 1916/17 können die Bürger durch Intensivierung der Selbstversorgung abmildern.
Seit 1939 ist Hochspeyer Teil des Landkreises Kaiserslautern.
Zweiter Weltkrieg (1939–1945): Der Verkehrsknotenpunkt Hochspeyer dient als Durchgangslager für Flüchtlinge, Arbeiter (Westwall) und Truppen. Ende 1944 wird die Bahnlinie in Hochspeyer das Ziel von Bombenangriffen. Am 19. März 1945 marschieren die Amerikaner ohne Widerstand in Hochspeyer ein. Nach dem Zweiten Weltkrieg wurde der Ort innerhalb der französischen Besatzungszone Teil des damals neu gebildeten Landes Rheinland-Pfalz. Im Zuge der ersten rheinland-pfälzischen Verwaltungsreform wurde die Gemeinde 1972 Sitz der neu gebildeten gleichnamigen Verbandsgemeinde. Am 4. September 1976 wurde außerdem ein Teil der Gemeinde Hochspeyer mit 59 Einwohnern nach Waldleiningen umgemeindet.Während der zweiten Hälfte des 20. Jahrhunderts wuchs Hochspeyer zudem beträchtlich, beispielsweise entstanden mehrere Neubaugebiete. Seit 2014 ist die Gemeinde Bestandteil der Verbandsgemeinde Enkenbach-Alsenborn.
Übersicht über die Herrschaftsverhältnisse
| ¹/₂ Leiningen-Dagsburg | ¹/₂ Herrschaft Frankenstein (Leiningen-Hardenburg) |

| ¹/₂ Leiningen-Dagsburg | ¹/₆ L.-Hardenburg | ¹/₆ Ritter Inseltheim | ¹/₆ Nassau-Saarbr. |

| Leiningen-Westerburg | L.-H.-Dagsburg | Ritter Inseltheim | Nassau-Saarbr. |

| Leiningen-Westerburg | L.-H.-Dagsburg | Freih.Wallbronn | Nassau-Saarbr. |

| ⁴/₆ Leiningen-Hardenburg-Dagsburg | ¹/₆ Freih.Wallbronn | ¹/₆ Nassau-Saarbr. |

| Leiningen-Hardenburg-Dagsburg | Freih.Wallbronn | Kurpfalz |

| ⁵/₆ Leiningen-Hardenburg-Dagsburg | ¹/₆ Kurpfalz |

| ¹/₁ Departement Donnersberg (Frankreich) |

| Rheinkreis (Königreich Bayern) |

| Rheinland-Pfalz (Bundesrepublik Deutschland) |

## Religion
Die einst vor Ort ansässige jüdische Gemeinde besaß eine Synagoge, deren Inneneinrichtung 1938 bei den Novemberpogromen zerstört wurde. Seit 1927 existiert zudem vor Ort ein Jüdischer Friedhof.

## Politik

### Gemeinderat
Der Gemeinderat in Hochspeyer besteht aus 20 Ratsmitgliedern, die bei der Kommunalwahl am 9. Juni 2024 in einer personalisierten Verhältniswahl gewählt wurden, und dem ehrenamtlichen Ortsbürgermeister als Vorsitzendem.
Die Sitzverteilung im Gemeinderat:
| Wahl | SPD | CDU | FWG | Gesamt   |
| ---- | --- | --- | --- | -------- |
| 2024 | 7   | 6   | 7   | 20 Sitze |
| 2019 | 7   | 8   | 5   | 20 Sitze |
| 2014 | 11  | 4   | 4   | 20 Sitze |
| 2009 | 9   | 6   | 5   | 20 Sitze |

- FWG = Freie Wählergruppe Hochspeyer e. V.

### Bürgermeister
Michael Haberer wurde am 9. Juli 2024 Ortsbürgermeister von Hochspeyer. Bei der Direktwahl am 9. Juni 2024 hatte er sich mit einem Stimmenanteil von 65,1 % gegen einen Mitbewerber durchgesetzt.
Haberers Vorgänger Dominic Jonas (CDU) hatte das Amt 2019 von Hans Norbert Anspach (SPD) übernommen, der nicht erneut angetreten war. Jonas kandidierte bei der Wahl 2024 aus zeitlichen Gründen nicht für eine Wiederwahl.

### Wappen
| Wappen von Hochspeyer | Blasonierung: „Von Blau und Rot durch eine silberne Leiste geteilt, oben ein rotbewehrter silberner Adler, unten ein angetatztes schwebendes silbernes Kreuz, belegt mit einem roten Großbuchstaben H“ |
| Wappen von Hochspeyer | Wappenbegründung: Das Wappen der Ortsgemeinde Hochspeyer wurde erst 1960 eingeführt. Es zeigt oben einen silbernen Leininger Adler auf blauem Grund und unten ein silbernes Balkenkreuz (Herren von Apremont) mit zunächst blauem H auf rotem Grund. 1979 wurde eine korrigierte Version mit rotem H und silberner Leiste zwischen den Feldern genehmigt. In früherer Zeit zeigte das Hochspeyerer Gemeindewappen ein großes silbernes Kreuz auf blauem Grund und einen kleinen goldenen Buchstaben H im linken oberen Viertel. |

### Ortspartnerschaft
Die Ortsgemeinde Hochspeyer hat eine Partnerschaft mit der Gemeinde Leutenberg/Thüringen.

### Bürgerschaftliches Engagement
Im Jahr 2008 wurde zur Förderung der Familien und des bürgerschaftlichen Engagements in Zusammenarbeit mit Verbandsgemeindeverwaltung, Bürgern, Bildungseinrichtungen und Vereinen ein Lokales Bündnis für Familie gegründet.
In den 1990er Jahren gab es in Hochspeyer die Bürgerinitiative Neustadter Tal, die sich ohne Erfolg gegen den Bau der geplanten Umgehungsstraße zur Wehr setzte.

## Kultur

### Bauwerke
Der Friedhof und der jüdische Friedhof sind als Denkmalzonen ausgewiesen. Hinzu kommen insgesamt 17 Einzeldenkmäler, darunter der Münchhof.

### Naturdenkmale
Mit dem Mönchhoferfels und dem Schreinerbrunnen existieren auf der Gemeindegemarkung insgesamt zwei Naturdenkmale.

### Veranstaltungen
Der Fremdenverkehrs- und Kulturverein der Verbandsgemeinde Hochspeyer organisiert jährlich die Kulturwoche mit Konzerten, Kabarett, Revuedarbietungen, Kunsthandwerkermarkt und Kinderprogramm.
Weitere regelmäßige Veranstaltungen sind das Triftfest im Leinbachtal (gemeinsam mit den Nachbargemeinden) und der Hochspeyerer Weihnachtsmarkt.
Die örtliche Kerwe findet im August auf dem Platz vor dem Schwimmbad statt.
Bis Ende der 2010er Jahre fand zusätzlich das Straßenfest Deichfest im September statt.

### Bildung und Erziehung
In Hochspeyer gibt es den Protestantischen Kindergarten sowie zwei weitere Kindergärten in Trägerschaft der Ortsgemeinde. Der kath. Kindergarten wurde 2017 geschlossen bzw. wurde von einem kommunalen Träger übernommen. Dieser ist dann in das ehemalige Grundschulgebäude eingezogen.
Die Münchhofschule umfasst mittlerweile nur noch die Grundschule Hochspeyer. Ein Erweiterungsbau der ehemaligen Hauptschule wurde 2008 fertiggestellt und aufgrund der Schließung der Hauptschulen in Rheinland-Pfalz mehrere Jahre an die Berufsbildende Schule Kaiserslautern vermietet. Heute ist die Grundschule in das Gebäude der ehemaligen Hauptschule eingezogen.
Die Kreisvolkshochschule Kaiserslautern bietet Kurse zur Kinder- und Erwachsenenbildung in ihrer Außenstelle Hochspeyer an.

### Musik
Mehrere Vereine bieten die Möglichkeit, gemeinschaftlich zu musizieren, nämlich die Blaskapelle Hochspeyer 1948 e. V., der Volkschor Hochspeyer e. V., der Männergesangverein 1911 Hochspeyer sowie die Katholische und die Protestantische Kirchengemeinde mit mehreren Chören.
Die Kreismusikschule des Landkreises Kaiserslautern führt in Hochspeyer verschiedenen Unterricht und Kurse für Kinder und Jugendliche durch.
Daneben hat sich im Ort eine kommerzielle Musikschule, beispielsweise für Gitarrenunterricht, etabliert. Weitere freie Musiklehrer sind ansässig.

### Sport
Am Ort gibt es mehrere Sportvereine. Ein breiteres Spektrum von Sportarten für alle Altersgruppen bietet die SG 2018 Hochspeyer e. V. an (entstanden am 25. Mai 2018 durch die Fusion der beiden früheren Sportvereine Grün-Weiß Hochspeyer und des Turn- und Sportverein 1882 e. V.), daneben gibt es den 1. Tennis-Club Hochspeyer e. V., die Taekwondo Tiger Hochspeyer e. V. und weitere Vereine.

### Freizeiteinrichtungen

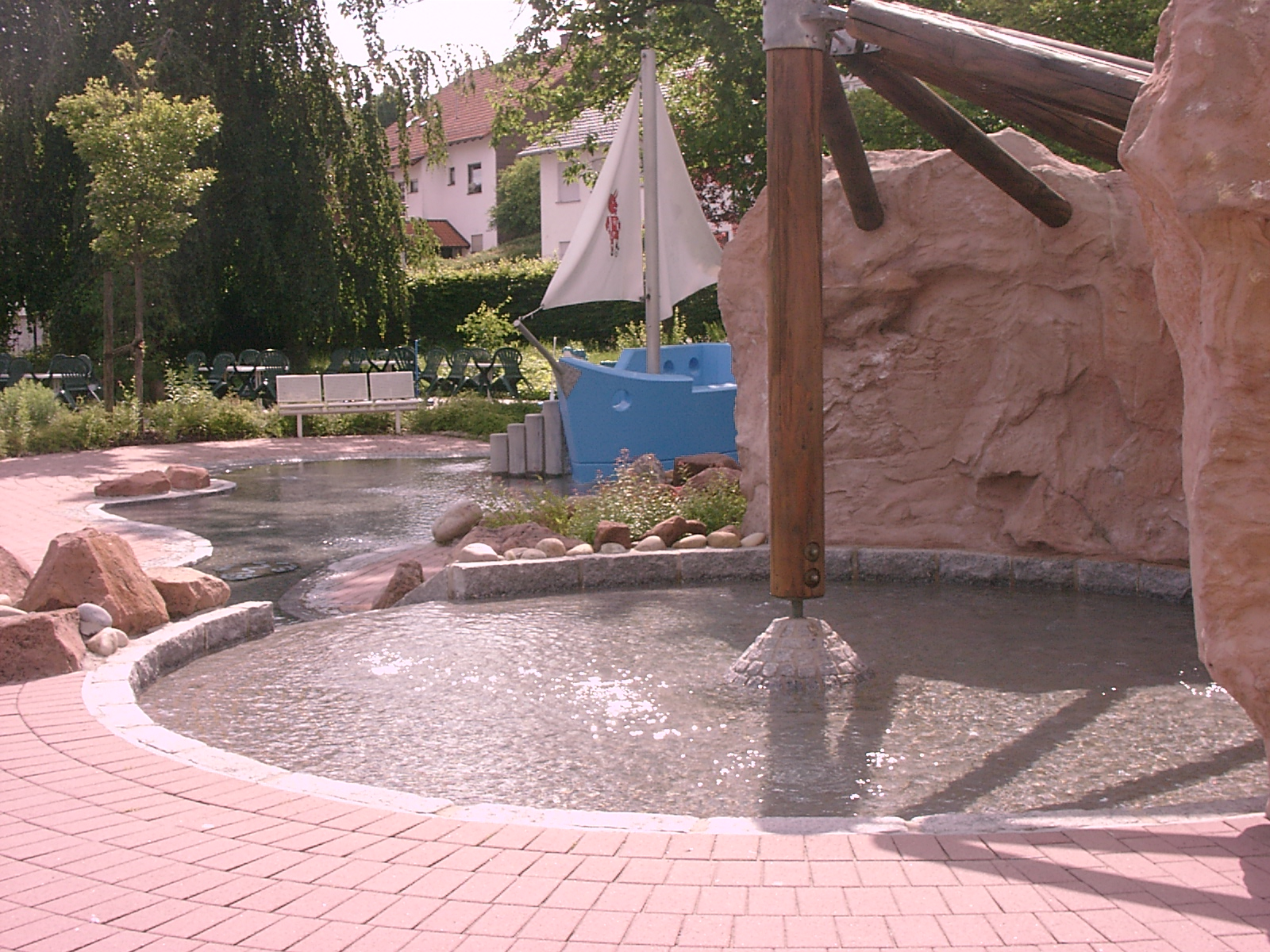
Der Kleinkindbereich des Freibades in Hochspeyer

Das Freibad Hochspeyer ist ein solarbeheiztes Schwimmbad mit einem breiten Angebot vom Kleinkindbereich (mit Spielplatz) über einen Spiel- und Spaßbereich (mit Rutsche) bis zu einem großen Schwimmbecken mit Sprungturm und weitläufigen Liegewiesen.
Ergänzend zu dem ausgedehnten markierten Wander- und Radwegenetz gibt es in Hochspeyer einen Waldlehrpfad, einen Trimm-Dich-Pfad, sowie in der Umgebung (auf Waldleininger Gemarkung) den Wanderstützpunkt Forsthaus Schwarzsohl.
Zum 2006 eingeweihten Nordic-Walking-Park der Verbandsgemeinde Hochspeyer gehören auch drei Strecken der Ortsgemeinde, die ab der Leutenberger Hütte am Ortsrand an der Trippstadter Straße ausgeschildert sind:
- Humberg-Strecke, 2,2 km (leicht)
- Bremenberg-Strecke, 4,6 km (mittel)
- Fitness-Strecke, 8,3 km (schwer).

## Wirtschaft und Infrastruktur

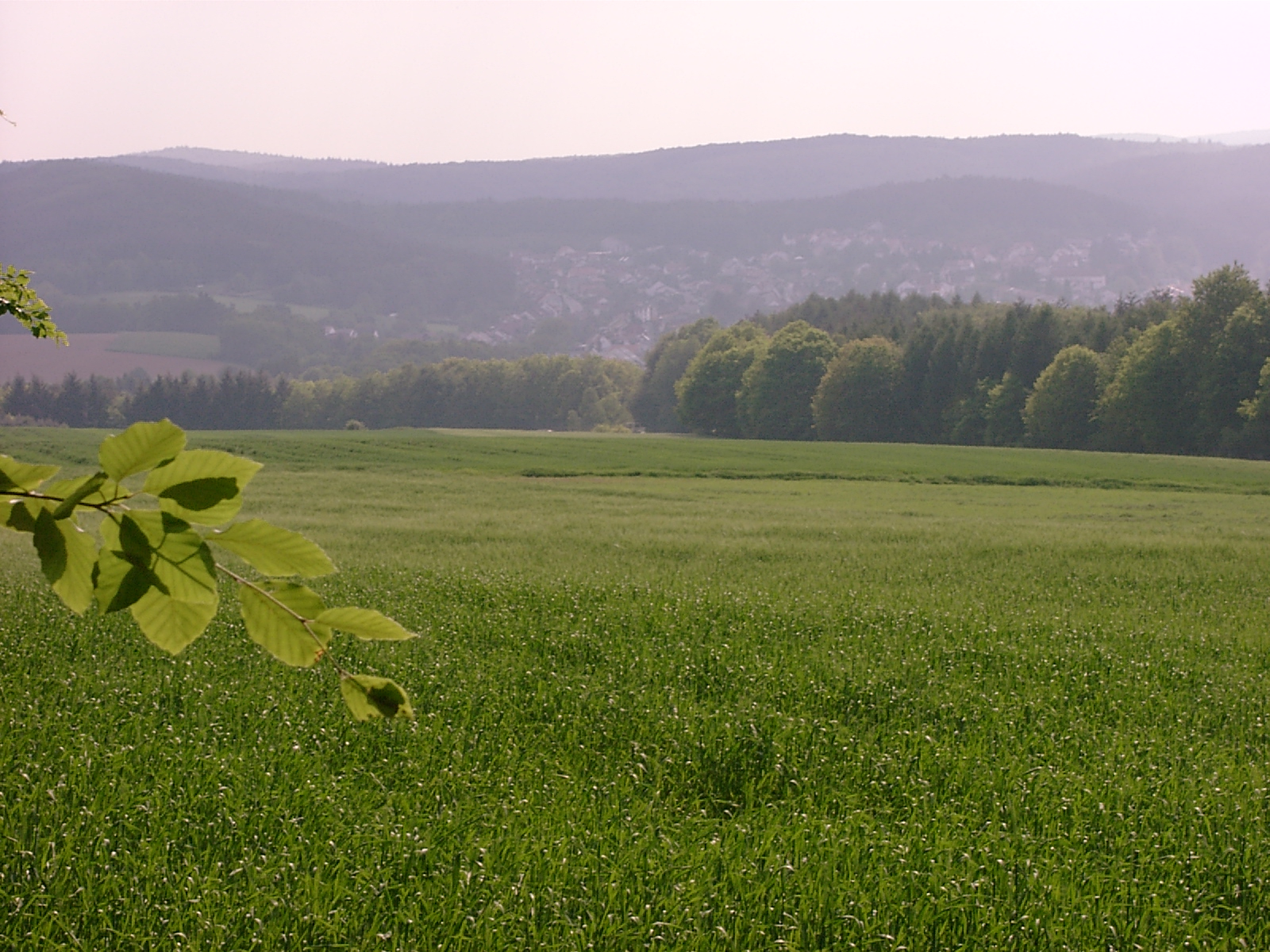
Ackerbau und viel Wald prägen Hochspeyers Umgebung
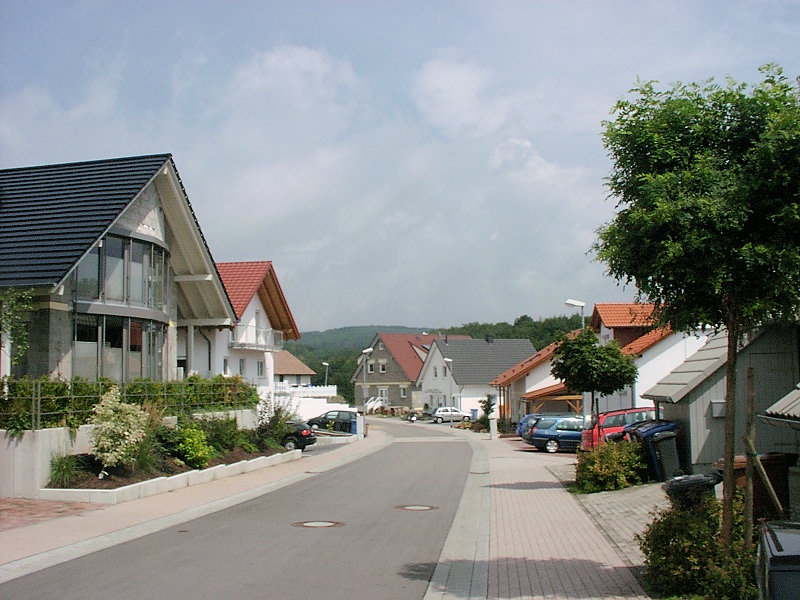
„Pfarracker“ – Klassische Neubaugebiete führen zu Bevölkerungswachstum
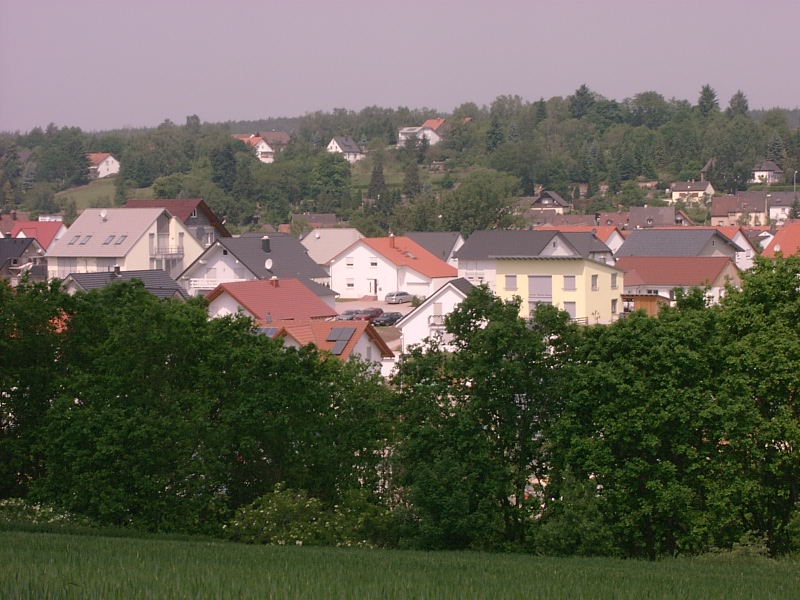
Die gute Verkehrsanbindung und der Pfälzerwald bringen Touristen

### Tourismus
Hochspeyer bietet zahlreiche Unterkünfte für Reisende in Gasthöfen, Pensionen und Ferienwohnungen. Für Wohnmobile stehen im Ortskern Stellplätze zur Verfügung. Am Ortsrand gibt es eine Jugendherberge und auf dem Geyersbergerhof eine Swingolf-Anlage.
Es gibt mehrere Restaurants und Ausflugslokale.

#### Wandern

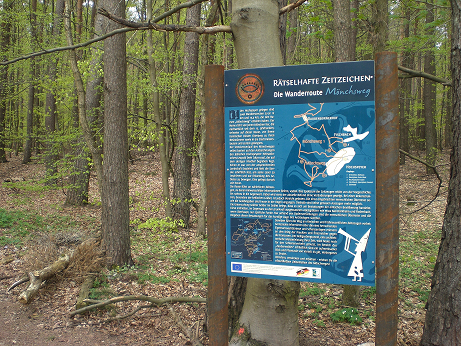
Themenwanderweg Rätselhafte Zeitzeichen: Mönchsweg mit 28 Stationen

Die Umgebung bietet zahlreiche gekennzeichnete Wanderwege. Neben den Ortswanderwegen (10 nummerierte Rundwanderwege) wird die Ortsgemeinde von Fernwanderwegen durchlaufen. Die Wanderwege werden zum Teil zusätzlich durch Bus und Bahn erschlossen (Fuchsbus nach Johanniskreuz).
Regionale Fernwanderwege

Der Weiß-Blaue Wanderweg, vom Alsenztalwanderweg über Alsenborn kommend, läuft am Bahnhof vorbei Richtung Pfälzerwald-Vereinshütte Forsthaus Schwarzsohl und weiter bis zur französischen Grenze.

Der Blau-Gelbe Wanderweg, von Lauterecken über Otterberg kommend, läuft durch die Ortsmitte, Richtung Waldleiningen und auch weiter bis zur französischen Grenze.

Die Westpfalz-Wanderwege (Schwarz/Weiß – Großer Westpfalz-Wanderweg, Blau – Barbarossa Wanderweg, Gelb – Pfalzgrafen Wanderweg) laufen, von Alsenborn, bzw. Eselsfürth, bzw. Frankenstein kommend, durch die Ortsmitte Richtung Süden.
Überregionale Fernwanderwege

Der Internationale Fernwanderweg Nahegau-Wasgau-Vogesen verläuft mit dem Wegzeichen Weißes Kreuz von Niederhausen an der Nahe über den Donnersberg kommend, durch die Ortsmitte von Hochspeyer und weiter über Waldleiningen nach Johanniskreuz (bis hier ist er ein Teil der Südroute des Europäischen Fernwanderwegs E 8). Von Johanniskreuz verläuft der Weg weiter bis ins Elsass nach Bitsch und Wingen-sur-Moder.
Themenwanderweg Rätselhafte Zeitzeichen
Im April 2008 wurde der geschichtliche Themenwanderweg Rätselhafte Zeitzeichen eingeweiht. Die Abschnitte Mönchsweg I und Mönchsweg II haben auf insgesamt knapp 26 km Länge 28 Stationen zu geschichtlichen Themen und sind durch den Weg der Mönche im Mittelalter vom Kloster Otterberg zu ihrem Hof Münchhof bei Hochspeyer motiviert.

#### Mountainbike Park, Motorradreisen und Wanderreiten
Hochspeyer liegt am nördlichen Ende des Mountainbikeparks Pfälzerwald als Start- und Endpunkt der Tour 4 nach Johanniskreuz. Diese Strecke ist 63 km lang, besteht unter anderem aus 17 km Singletrail, und ist ab dem Bahnhof Hochspeyer ausgeschildert.
Für Motorradfahrer ist Hochspeyer mit den nahen Autobahnen und den sich kreuzenden Bundesstraßen ein zentraler Verkehrsknotenpunkt bei der Fahrt in den Pfälzerwald. Hochspeyer bietet mit Unterkünften, Tankstelle und spezialisierter Motorradwerkstatt die benötigte Infrastruktur. Auch geführte Touren durch die Pfalz, beispielsweise zu den Pfälzer Burgen oder eine Tour nur für Frauen, können in den Sommermonaten von Hochspeyer aus durchgeführt werden.
Hochspeyer verfügt über eine Wanderreitstation und einen Reithof mit Ferienprogramm.

### Verkehr
Fernstraßen

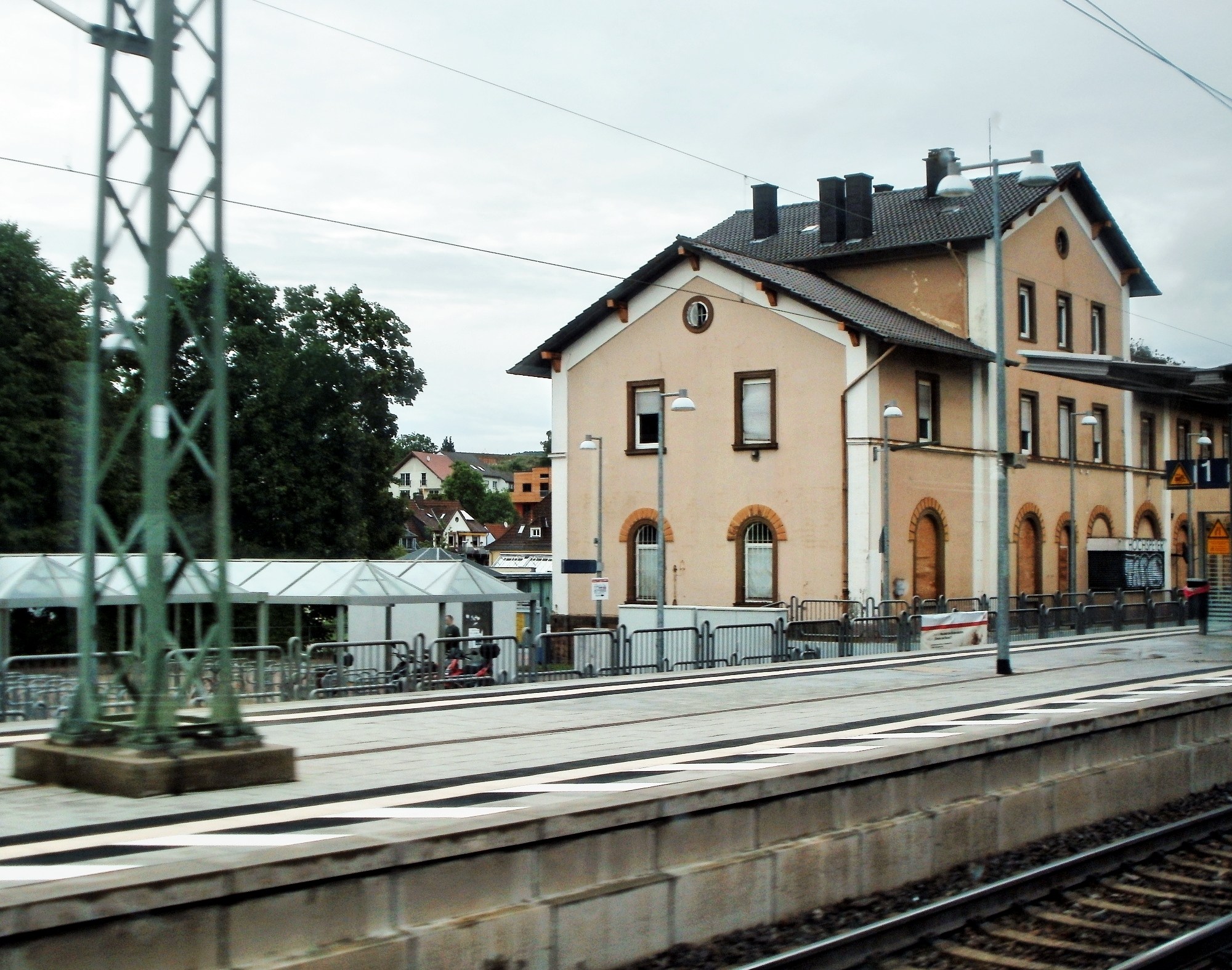
Bahnhof Hochspeyer 2011

Der Ort ist über die Bundesstraßen B37 (Kaiserslautern – Mosbach) und B48 (Bingen am Rhein – Bad Bergzabern) an den überregionalen Verkehr angebunden und liegt in unmittelbarer Nähe der Autobahnen A6 und A63.
Eisenbahnverkehr
Die Ludwigsbahn wurde 1849 auf voller Länge in Betrieb genommen. Die Gemeinde erhielt zunächst einen Bahnhof am westlichen Ortsrand. Der rund 1,3 Kilometer lange Heiligenberg-Tunnel westlich von Hochspeyer ist der westlichste der Bahnstrecke Mannheim–Saarbrücken, die aus der Ludwigsbahn hervorging. Mit der in den Jahren 1870 und 1871 eröffneten Alsenztalbahn erhielt Hochspeyer einen neuen Abzweigbahnhof im Osten des Gemeindegebiets, während der alte Bahnhof – fortan als „Alt-Hochspeyer“ bezeichnet – bis in die 1930er Jahre weiterhin als Güterbahnhof in Betrieb war. Der Bahnhof Hochspeyer wurde 2004 renoviert und verfügt über jeweils halbstündigen Anschluss an S-Bahnen nach Kaiserslautern/Homburg und Mannheim/Heidelberg und wird darüber hinaus regelmäßig von Nahverkehrszügen von und nach Bad Kreuznach, Bingen am Rhein und Koblenz Hauptbahnhof bedient.

## Persönlichkeiten

### Ehrenbürger
- Wilhelm Ludt (1890–1979), ernannt am 29. September 1965 in Anerkennung seiner besonderen Verdienste für die Gemeinde. Er ist Autor der Dorfchronik "Hochspeyer – Die Geschichte eines Dorfes" (siehe unter Literatur) und zahlreicher weiterer ortshistorischer Werke (siehe Weblinks, Literatur über Hochspeyer in der Rheinland-Pfälzischen Landesbibliographie)[22]

### Söhne und Töchter der Gemeinde
- Johannes Böhm (1890–1957), Politiker (SPD)
- Wilhelm Moschel (1896–1954), Chemiker
- Karl Ritter (1916–1994), Politiker (SPD)
- Hugo Ohliger (1920–1999), Politiker (CSU)
- Peter Schwarz (* 1953), Fußballspieler
- Klaus Scherer (* 1958), Fußballtorwart (Stand zwei Mal bei Siegen des FC 08 Homburg gegen den FC Bayern München im Tor)
- Peter Seufert (* 1964), Fußballspieler

### Personen, die vor Ort gewirkt haben
- Heinrich Neuner, Träger des Bundesverdienstkreuzes
- Heinrich Geiger, Träger des Bundesverdienstkreuzes